# دمیس اوهانجانیان
دمیس آرمن اوهانجانیان (ارمنی: Դեմիս Արմեն Օհանջանյան؛ انگلیسی: Demis Armen Ohandjanian؛ زادهٔ ۱ مه ۱۹۷۸) یک بازیکن فوتبال ارمنی‌تبار اهل بریتانیا است.

## باشگاهی
از باشگاه‌هایی که در آن بازی کرده‌است می‌توان به دونکستر راورز، کرزن اشتون، مکلسفیلد تاون، وینسفورد یونایتد، استافورد رانجرز، چیدل تاون و ابی هی اشاره کرد.